# Gordon Wilson (homme politique écossais)
Robert Gordon Wilson né le 16 avril 1938 à Glasgow (Écosse) et mort le 25 juin 2017 à Dundee est un homme politique et avocat écossais. Il est le chef du Parti national écossais (SNP) de 1979 à 1990 et est député de Dundee East de 1974 à 1987. Il est recteur de l'Université de Dundee de 1983 à 1986.

## Jeunesse
Wilson est né à Govan, Glasgow, le fils d'Elizabeth Murray et de Robert George Wilson, chauffeur de fourgon de boucher. Il fait ses études au Douglas High School for Boys sur l'île de Man et à l'Université d'Édimbourg, où il obtient un baccalauréat en droit . Après l'obtention de son diplôme, Wilson se qualifie comme avocat et travaille pour TF Reid Solicitors à Paisley de 1963 jusqu'à son élection en tant que député en 1974 .

## Carrière politique
Wilson rejoint le Scottish National Party en 1959, après avoir obtenu son diplôme universitaire ,. Il est « contrôleur » de la station de radio pirate politique Radio Free Scotland, qui diffuse sur une fréquence utilisée par la BBC entre 1956 et 1965, déplaçant l'emplacement de l'émetteur pour éviter d'être pris . Wilson est secrétaire national adjoint du SNP de 1963 à 1964, secrétaire national de 1964 à 1971, et vice-président du comité de campagne pétrolière du SNP, qui est responsable de l'emblématique campagne pétrolière du parti It's Scotland . C'est Wilson qui invente le slogan ,.
Wilson est vice-président exécutif en 1972-1973, et a la responsabilité du pétrole . Wilson se présente comme candidat parlementaire du SNP à l'élection partielle de Dundee East en mars 1973, où il est battu de justesse par George Machin du parti travailliste. Il devance cependant clairement le Lord Provost de Dundee, William Fitzgerald, candidat conservateur qui aurait eu de bonnes chances de remporter le siège ,. Machin est originaire de Sheffield et certains pensent que les travaillistes avaient fait une erreur en choisissant un Anglais pour un siège écossais . Un sentiment anti-anglais aurait été manifesté lors du discours de victoire de Machin, qui aurait été perturbé par des "cris de colère des partisans du nationalisme écossais", avec des "chants de" Retournez dans le Yorkshire "et" Rentrez chez vous, Anglais "' . Wilson aurait été déçu d'avoir perdu de justesse, mais s'est réjoui de l'augmentation considérable du vote du SNP depuis les précédentes élections générales .
Gordon Wilson est élu député de la circonscription de Dundee Est aux élections générales de février 1974  et augmente sa majorité à 6 983 voix aux élections générales d'octobre 1974 . Il est chef adjoint du groupe parlementaire SNP à Westminster de 1974 à 1979, et porte-parole parlementaire sur le pétrole et l'énergie (1974-1983) et porte-parole conjoint sur la décentralisation (1976-1979) .
Il est l'un des deux seuls députés du SNP au lendemain des élections générales britanniques de 1979. Anthony Finlay, écrivant dans The Glasgow Hearld, estime que Wilson n'occupe son siège « que parce que le Parti travailliste était assez stupide pour choisir Jimmy Reid » comme candidat . Le 15 septembre 1979, lors de la conférence nationale annuelle du SNP à Dundee, Wilson est élu responsable national (chef) du SNP, succédant à William Wolfe. Il obtient 530 voix, battant Stephen Maxwell (117 voix) et Willie McRae (52 voix) ,.
Au début des années 1980, lorsque le parti est en pleine tourmente interne, il joue un rôle clé dans la condamnation à la fois de Siol nan Gaidheal et du Groupe 79 ,. Lors de la conférence du SNP à Ayr en juin 1982, il annonce au milieu de son discours d'ouverture qu'il n'y aurait pas de « partis au sein du parti » ,. En utilisant sa position exécutive, il peut forcer une motion d'urgence et un vote sur sa proposition  et reçoit le soutien dont il avait besoin .
Wilson dirige le parti lors de deux mauvaises performances aux élections générales en 1983 et 1987. En 1987, Wilson perd son siège au profit de John McAllion du Labour . Après sa défaite aux élections générales de 1987, il retourne à la pratique juridique .
Il reste à la tête du parti et Jim Sillars remporte la victoire aux élections partielles de Govan en 1988. Wilson tente d'impliquer le SNP dans la Convention constitutionnelle écossaise, mais en raison de la réticence de la convention à envisager des discussions sur l'indépendance de l'Écosse comme une option constitutionnelle, le SNP ne s'est pas impliqué ,,. Il annonce sa démission en tant que chef du SNP en mai 1990 , Alex Salmond lui succédant .
En septembre 1998, il est sélectionné par les délégués à la conférence du SNP comme candidat pour l'Écosse aux élections du Parlement européen de 1999 . Il est quatrième sur la liste du SNP et le SNP n'ayant remporté que deux des huit sièges, il n'est pas élu .
Il écrit trois livres publiés entre 2009 et 2014 qui détaillaient des aspects de sa vie politique .
Wilson continue à avoir une présence modeste dans la politique écossaise après sa retraite. Il est actif dans la campagne référendaire pour l'indépendance de l'Écosse. En novembre 2012, lui et Sillars suggèrent que l'Écosse devrait envisager de rejoindre l'Association européenne de libre-échange comme alternative au maintien dans l'UE  et vote pour partir lors du référendum d'adhésion à l'Union européenne du Royaume-Uni en 2016 . Avec Sillars, il crée ensuite le groupe de réflexion Options for Scotland, publiant des articles et des documents .

## Vie privée
Wilson épouse Edith Hassall en 1965 et ils ont deux filles; Margaret et Katie, et cinq petits-enfants .
Wilson est un fervent chrétien . Il est membre de l'Église libre de Saint-Pierre à Dundee ,. En 2010, Wilson et David Robertson co-fondent Solas (Centre pour le christianisme public) - un organisme chrétien évangélique dédié au renouveau de la foi en Écosse et à l'étranger ,.
Il se retire à Broughty Ferry, Dundee et navigue sur son bateau Saorsa sur le Firth of Tay lors de sa retraite .
Wilson est décédé à l'hospice Roxburghe House à Dundee le matin du 25 juin 2017, après une courte maladie ,,. Ses funérailles ont eu lieu à l'église libre Saint-Pierre de Dundee le 5 juillet 2017. Son collègue de parti John Swinney et le révérend Robertson ont fait son éloge funèbre .
Il reçoit un doctorat honorifique en droit (LL. D) de l'Université de Dundee en 1986 .
Les papiers de Wilson sont conservés de diverses manières par la Bibliothèque nationale d'Écosse  les services d'archives de l'université de Dundee  et les archives politiques écossaises de l'université de Stirling . Sa collection de brochures nationalistes historiques est à la bibliothèque Macartney au siège du SNP à Édimbourg .

## Publications
- SNP : Les années turbulentes 1960-1990, 2009. (ISBN 9780951282076) [40]
- Pirates des airs : l'histoire de Radio Free Scotland, 2011 (ISBN 9780951282083) [6]{
- Écosse : la bataille pour l'indépendance, 2014 (ISBN 9780957228535)